# Église Saint-Jean-Baptiste de Wewer
L'église Saint-Jean-Baptiste (Kirche St. Johannes Baptist) est une église catholique en Allemagne située à Wewer, village appartenant depuis 1969 à la municipalité de Paderborn, à l'est de la Westphalie.
L'église a été reconstruite en 1885 et le clocher roman a été surélevé en même temps. On remarque à l'intérieur une statue de bois de saint Jean-Baptiste du début du XVIe siècle et une pietà du début du XVIIIe siècle. L'église possède aussi un calice émaillé avec une poignée puissante tout à fait exceptionnel.
L'orgue de la maison Rieger date de 2001.